# Новгород-Сіверський
Но́вгород-Сі́верський — місто в Чернігівській області, центр Новгород-Сіверської громади і Новгород-Сіверського району. Розташоване на березі річки Десна. Є одним із найпівнічніших міст України. Населення на 4 вересня 2022 року становило 14 217 мешканців[джерело?].

## Географія

### Розташування
Новгород-Сіверський розкинувся на північному сході Чернігівської області на мальовничих берегах Десни.
Відстань до обласного центру — 171 км.
Координати міста: 52°00'31" пн. ш. 33°16'25" сх. д.

### Клімат
Клімат помірно континентальний. Середньорічна температура повітря становить 6,7 °C, найнижча вона у січні (мінус 7,1 °C), найвища — в липні (18,7 °C). У середньому за рік у Новгород-Сіверському випадає 599 мм атмосферних опадів, найменше — у березні та жовтні, найбільше — у червні та липні. Відносна вологість повітря в середньому за рік становить 79 %, найменша вона у травні (69 %), найбільша — у грудні (89 %). Найменша хмарність спостерігається в серпні, найбільша — у грудні. Найбільша швидкість вітру — взимку, найменша — влітку. У січні вона в середньому становить 4,3 м/с, у липні — 3,2 м/с.

## Назва
Назва міста дійшла до нас у первісному вигляді і походить вона від укріплення Новий Городок, що виникло на старому городищі сіверян.

## Історія
Див. також: Сіверське князівство, Новгород-Сіверська стоянка

### VI–XIII століття
Археологами відкрите поселення ранніх слов'ян, давньоруське городище № 1 — в околицях міста на лівому березі Десни. В урочищі Замок, Пушкінські вали відкрито поселення ранньозалізного віку, там же поселення ранніх слов'ян і давньоруське городище № 2, розміщене в межах міста, що складається з двох укріплених частин. Дитинець площею 40 гектарів займає останець корінного правого берега Десни. З усіх боків його оточує вал.
Починаючи із VI століття нашої ери, територію Новгорода заселяли східнослов'янські племена сіверян.
Перша письмова згадка про Новгород міститься в «Повчанні Володимира Мономаха своїм дітям», датованому 1078–1079 роками: «І наступного ранку за Новим Городом розігнали сильне військо Белкатчіна…»
Але ще раніше, 988 роком, у «Повісті минулих літ» позначено, що інший великий київський князь Володимир, хреститель Київської Русі, наказав будувати міста «на Десні, на Острі і на Рубежі, на Сулі і на Стугні», щоб поставити надійний заслін постійним набігам кочівників. На місці колишнього сіверянського городища, на найвищому і найкрутішому пагорбі придеснянських схилів невідомі будівничі звели укріплення. Невдовзі тут уже височіли стіни і вежі міста-фортеці.

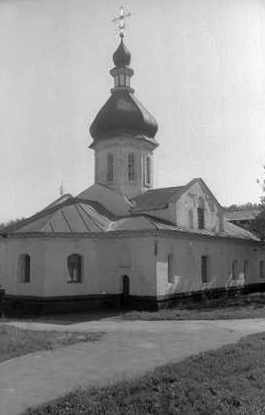
Петропавлівська церква Спаського монастиря

У 1097 році, згідно з рішенням з'їзду князів у Любечі, Новгород-Сіверський стає стольним градом удільного князівства сина київського князя Святослава Ярославовича Олега Святославовича і за часи існування князівства досяг вершини свого розквіту, розвиваючи залізоробне, ковальське, гончарне, деревообробне та ювелірне мистецтва.
У лютому 1153 року місто пережило облогу Київського князя Ізяслава Мстиславича під час боротьби з його дядьком Юрієм Долгоруким та їх союзниками. Вона привела до поразки одного з двох найважливіших союзників князя Юрія на півдні, Святослава Ольговича Новгород-сіверського. Літопис Руський зазначає: «А Юрій рушив на Новгород на Сіверський і звідти ж пішов до [города] Рильська».

### XIII–XV століття
У 1239 році навала монгольських орд Батия практично стерла з лиця землі Новгород-Сіверський. Знекровлений і запустілий Сіверський край у 1355 році був звільнений Ольгердом від влади Золотої Орди. Новгород-Сіверський уділ великий князь Литовський Ольгерд передав своєму синові Корибуту-Дмитру. Протягом перебування в складі Великого князівства Литовського і Руського землі Сіверського князівства кілька разів змінювали господаря (див. статтю «Сіверське князівство»).
У 1450-х роках Великий князь Литовський Казимир надає новгород-сіверську землю «для годування» князю-московиту Шемячичу Івану Дмитровичу, який попросив політичного притулку в Литві, тому що ворогував із великим князем Московським Іваном III. 1500 року князь Новгород-Сіверський Василій Іванович Шемячич вчинивши державну зраду переходить на державну службу до московського князя Івана III, що спровокувало чергову Московсько-Литовську війну. В квітні 1500 року Новгород-Сіверський було вперше окуповано московськими військами.

### XVII–XVIII століття
31 грудня 1604 року в битві під Новгород-Сіверськом 15-ти тисячне приватне українсько-польське військо перемогло московську армію, яка налічувала від 40 до 60 тисяч.
Лише в 1618 році, згідно з Деулінським перемир'ям, Чернігово-Сіверські землі повернуто Речі Посполитій. Сигізмунд ІІІ видав 15 квітня 1619 р. Універсал про призначення Владислава Ваза адміністратором цих земель, а його представником (капітаном) у Новгород-Сіверський призначений Щасний Вишель. У 1620 році Новгород-Сіверський першим серед міст Чернігівщини отримав магдебурзьке право. Герб наданий у 1620 році королем Сигізмундом III. У зеленому полі зображувалася міська стіна з баштою, а з боків — золоті спис і шабля.  У 1635 р. було створено Чернігівське воєводство, поділене на два повіти: Чернігівський і Новгород-Сіверський.
Після визвольної війни 1648–1657 років місто увійшло до складу новоствореної держави — Гетьманщини. З 1649 року Новгород-Сіверський — сотенне місто Ніжинського, а з 1663 року — Стародубського полків, він перетворюється в значний культурний центр. Того часу в Спасо-Преображенському монастирі було створено слов'яно-латинську школу, працювала перша на Лівобережній Україні друкарня, заснована відомим церковним діячем і просвітителем того часу, настоятелем монастиря Лазарем Барановичем, яка видавала книги церковного і світського змісту, серед яких був і «Буквар».
1667 року за умовами Андрусівського перемир'я остаточно увійшов до складу Московського царства.
У 1781–1796 роках Новгород-Сіверський був центром Новгород-Сіверського намісництва Російської імперії, що включало 11 повітів і дві колишні столиці Гетьманської України — Батурин і Глухів. Першим губернатором став Журман Ілля Васильович (бл. 1720–1783).
У 1796 році Новгород-Сіверський набув статусу повітового центру Малоросійської, а з 1802 року — Чернігівської губернії.
XVII–XVIII століття виявилися сприятливими для розвитку Новгород-Сіверського. Він розширюється, розбудовується та зводяться: величний Успенський собор, ансамбль Спасо—Преображенського монастиря, оригінальний витвір українського дерев'яного зодчества — церква святого Миколи-Чудотворця, Тріумфальна арка, що споруджена перед приїздом імператриці Катерини II до Новгорода-Сіверського.

### XX століття
Серія адміністративних реорганізацій, що відбулися після Жовтневого перевороту в 1917 році, торкнулося і міста князя Ігоря. У 1923 році воно стало центром району та округу, через два роки увійшло до складу Глухівського, а в 1930 році — Конотопського округів. У 1932 році Новгород-Сіверський стає районним центром новоутвореної Чернігівської області.
Про історію міста український письменник Володимир Малик написав історичні романи «Черлені щити» та «Князь Ігор», де описано похід князя Новгород-Сіверського Ігоря на половців у 1185 році.

### XXI століття
Рішенням Верховної Ради України № 2426-III від 17.05.2001 року села Домотканів та Щурівка були включені до меж міста Новгород-Сіверський без збереження статусу. 
11 березня 2014 року місто Новгород-Сіверський віднесене до категорії міст обласного значення.
8 жовтня 2016 року демонтовано монумент Леніну біля міського парку імені Шевченка — останній в Чернігівській області. Попри декомунізаційне законодавство, міський голова Олег Бондаренко тривалий час не бажав демонтувати монумент. Він стверджував, що збирається продати статую іноземним покупцям, відтак відмовлявся від демонтажу й обґрунтовував це ризиком пошкодити «товар».
Водночас мер міста не збирався знімати викладені мозаїкою на водонапірній башті портрети Леніна та Сталіна у центрі Новгорода-Сіверського, які залишилися недоторканними навіть після «розвінчання культу Сталіна» 1956 року.
У 2018 році, за клопотанням Українського інституту національної пам'яті до Генеральної прокуратури, було відкрито кримінальне провадження у зв'язку з порушенням Закону про декомунізацію. Проте у серпні 2020 року справа була припинення через відсутність складу злочину.

#### Російське вторгнення
З 24 лютого до 2 квітня 2022 року місто перебувало під російською окупацією. Це викликало у місті гуманітарну кризу і змусило багатьох залишити свої будинки. Російські війська перекрили танками в’їзди та виїзди з міста, не пропускаючи навіть швидкі допомоги. На блок-постах у місцевого населення забирали та розбивали телефони. Міська рада знищила документи, які стосувалися учасників АТО аби убезпечити їх від російських військ. 12 травня 2022 року російська армія випустила кілька ракет по місцевій школі, вбивши трьох і поранивши 19 осіб.
Після деокупації 7 квітня 2022 року портрети Леніна та Сталіна було демонтовано з водонапірної вежі у Новгороді-Сіверському. Мозаїчні зображення комуністичних лідерів було «скинуто з висоти вниз». Заступник начальника Новгород-Сіверської РВА Володимир Шкарпітко назвав це «відповіддю на слова Путіна про декомунізацію України». Також було прибрано зображення орденів Леніна та червоної зірки з приміщення магазину у центрі міста.

## Населення

### Чисельність
- 1781 — 2038 душ чоловічої статі
- 1858 — 6616 осіб (3861 чоловіків та 2755 жінок)
- 1892 — 8115 осіб (4235 чоловіків та 3880 жінок)
- 1897 — 9182 осіб (українці — 4884, євреї — 2941, росіяни — 1296)
- 1923 — 10 374 осіб
- 1939 — 11 467 осіб
- 1959 — 11 249 осіб
- 1970 — 12 992 осіб
- 1979 — 14 534 осіб
- 1989 — 15 377 осіб
- 2001 — 15 175 осіб
- 2016 — 13 652 осіб
- 2022 — 12 375 осіб

### Національний склад
Розподіл населення за національністю за даними перепису 2001 року:
| Національність  | Відсоток |
| --------------- | -------- |
| українці        | 93,73%   |
| росіяни         | 5,33%    |
| білоруси        | 0,37%    |
| євреї           | 0,13%    |
| інші/не вказали | 0,44%    |

### Мова
Розподіл населення за рідною мовою за даними перепису 2001 року:
| Мова            | Чисельність, осіб | Доля   |
| --------------- | ----------------- | ------ |
| Українська      | 9 885             | 65,77% |
| Російська       | 5 112             | 34,01% |
| Ромська         | 10                | 0,07%  |
| Білоруська      | 8                 | 0,05%  |
| Румунська       | 3                 | 0,02%  |
| Німецька        | 1                 | 0,01%  |
| Болгарська      | 1                 | 0,01%  |
| Інші/Не вказали | 9                 | 0,06%  |
| Разом           | 15 029            | 100%   |

## Гончарні клейма

Тризуб на гончарному клеймі Новгорода-Сіверського (XI-XII ст.)
Тризуб на гончарному клеймі Новгорода-Сіверського (XI-XII ст.)
Тризуб на гончарному клеймі Новгорода-Сіверського (XI-XII ст.)

## Природоохоронні об'єкти
- Кам'яна Гряда — іхтіологічний заказник.
- Парк ім. Т. Г. Шевченка — парк-пам'ятка садово-паркового мистецтва.
- Джерело — гідрологічна пам'ятка природи.

## Освіта і культура

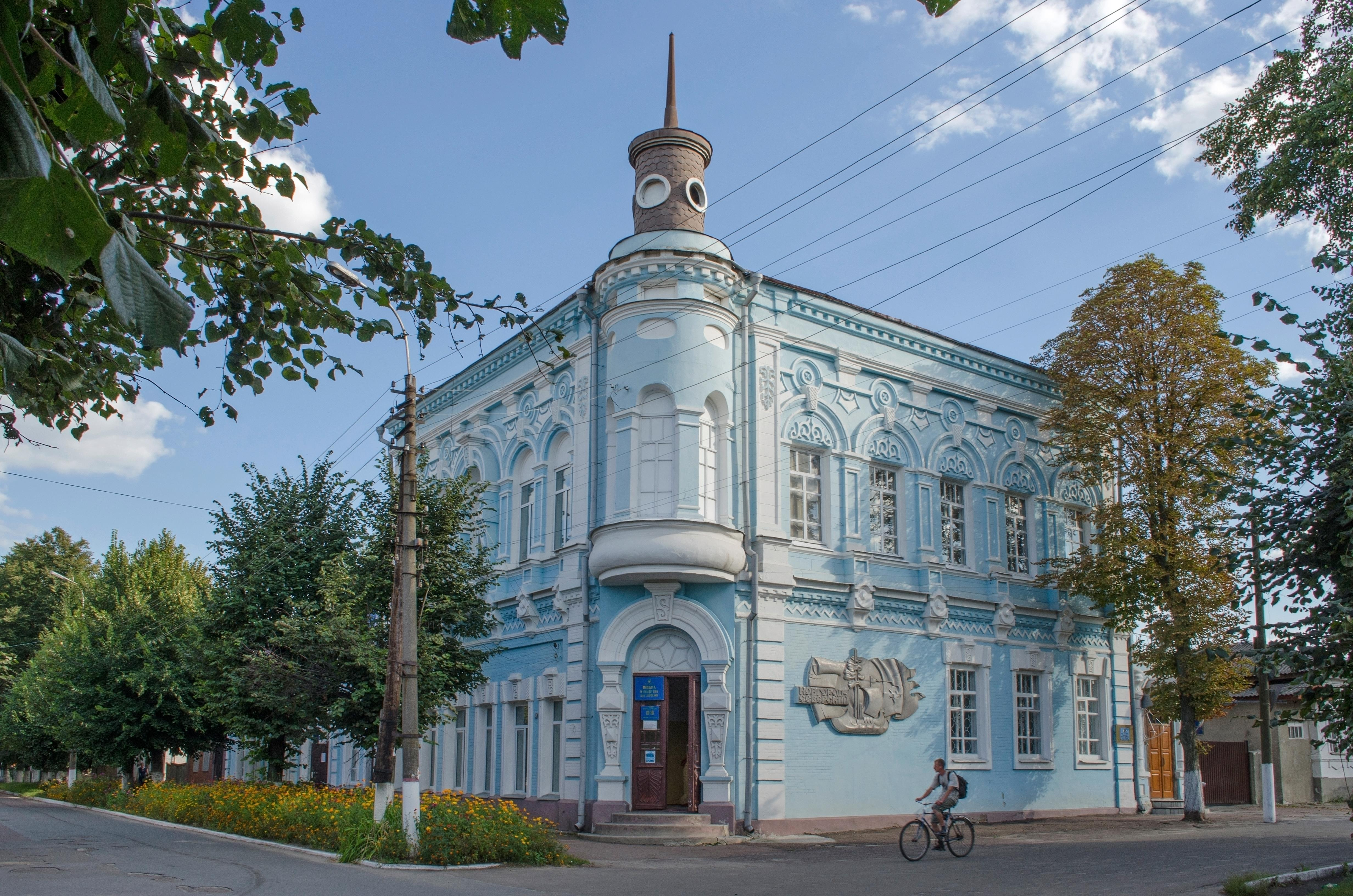
Міська бібліотека

У 1675 році у Новгороді-Сіверському в Спасо-Преображенському чоловічому монастирі відомим просвітителем Лазарем Барановичем була відкрита перша на Лівобережжі друкарня, яку пізніше перенесли до Чернігова.
Ліквідація гетьманської влади в Україні російським урядом призвела до створення українською козацькою шляхтою низки таємних товариств, метою яких було відродження автономії України. Тоді в Північній Україні був створений гурток у Новгород-Сіверському, що став головним осередком патріотів своєї Батьківщини.
У 1804 у місті було відкрито Новгород-Сіверську гімназію.
1989 року у місті — відкриття державного музею-заповідника «Слово о полку Ігоревім».
Зараз у місті працює: Новгород-Сіверська державна гімназія імені К. Д. Ушинського, Новгород-Сіверська гімназія № 1 імені Б. Майстренка, Новгород-Сіверська ЗОШ I—III ступенів № 2 та медичне училище.

## Готелі
Місто має 3 готелі — новий сучасний «Слов'янський» (вул. Монастирська, 2), збудований ще понад 100 років «Пасвірда»

## Місто-партнер
Яготин, Україна (2024)

## Відомі люди
Див. також: Категорія:Персоналії:Новгород-Сіверський
Історичні особи.

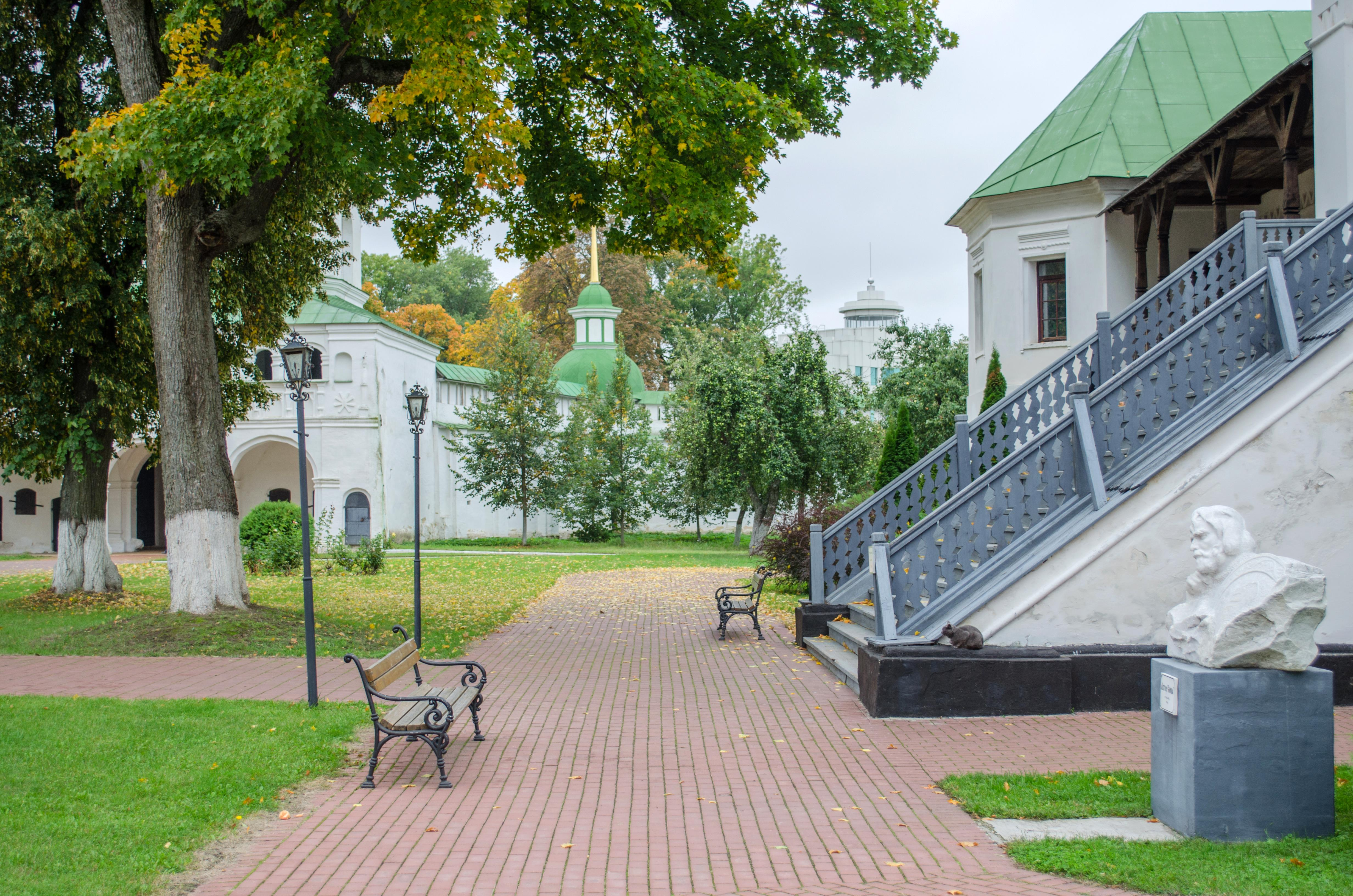
Спасо-Преображенський монастир

У місті народився Лазар Баранович, український церковний, політичний та літературний діяч другої половини 17 століття, архієпископ Чернігівський і Новгород-Сіверський.
Журавок Іван Степанович (1906–1985) — вчений в галузі тваринництва, віддаленої гібридизації, професор, завідувач кафедри Одеського сільськогосподарського інституту.
У Новгороді-Сіверському мешкала та навчалася Раїса Петрівна Іванченко — автор багатьох історичних романів, письменник, професор історії.
Випускниками Новгород-Сіверської гімназії, були перший ректор Київського університету Михайло Максимович, ректор Київського університету у 1924–1925 роках Олександр Карпеко, основоположник вітчизняної педагогіки Костянтин Ушинський, вчений і громадський діяч Пантелеймон Куліш та багато інших.
Тут народився Зіновій Давидов, підприємець, «батько всіх сигар», власник фірми «Davidoff».
Сучасники:
- Колошин Анатолій Іванович (1941, Новгород-Сіверський) — український майстер-різьбяр, заслужений майстер народної творчості України
- Чмир Олена Петрівна — директор Новгород-Сіверського центру дитячої та юнацької творчості, заслужений працівник освіти України[33].

### Уродженці міста

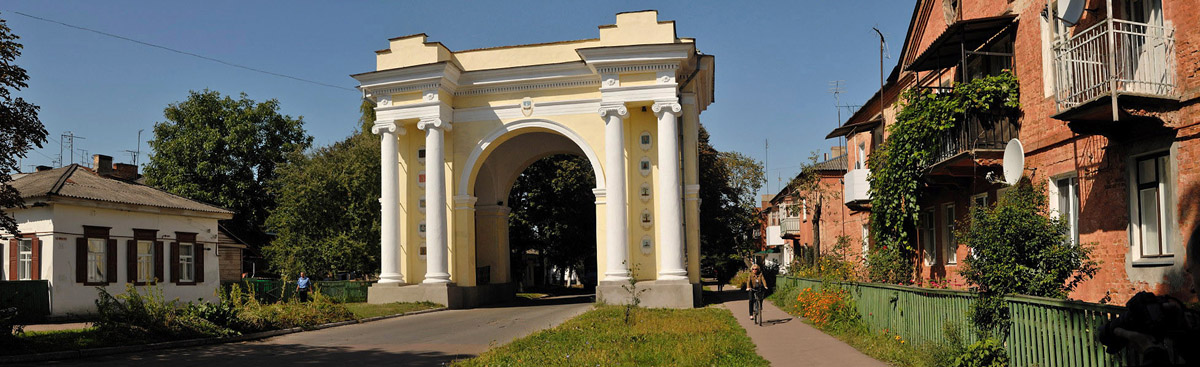
Панорама вулиці Губернської з тріумфальною брамою

Журавок Іван Степанович (1906–1985) — вчений в галузі твариництва, віддаленої гібридизації, професор, завідувач кафедри Одеського сільськогосподарського інституту.
- Давидов Володимир Мойсейович (1937–1975) — радянський інженер-геофізик. Доктор фізико-математичних наук (1973).
- Зіно Давидофф (1906–1994) — швейцарський підприємець, засновник всесвітньо відомої швейцарської компанії Davidoff.
- Науменко Володимир Павлович — член Української Центральної Ради.
- Юдін Григорій Опанасович (1920–2005) — літакобудівник, доктор технічних наук, лауреат Ленінської премії.
- Якименко Олександр Іванович (нар. 1936) — телеоператор. Один з фундаторів телебачення на Буковині. Член Національної спілки журналістів України. Закінчив фізико-математичний факультет Чернівецького держуніверситету (1959). З 1962 р. безперервно працює телеоператором Чернівецької державної телерадіокомпанії. Номінант видання «Інформаційний простір Буковини». — Чернівці: Букрек, 2004. — С. 193. — ISBN 966-8500-17-2.
- Воїнов Святослав Святославович (1942–2014) — філолог та історик.
- Слонім Марк Львович (1894–1976) — політик та журналіст, діяч російської еміграції
- Судієнко Євген Олександрович (1870–1919) — російський політичний діяч
- Шинкаренко Владислав Валерійович (1991—2022) — старший лейтенант Збройних сил України, учасник російсько-української війни.

## Галерея

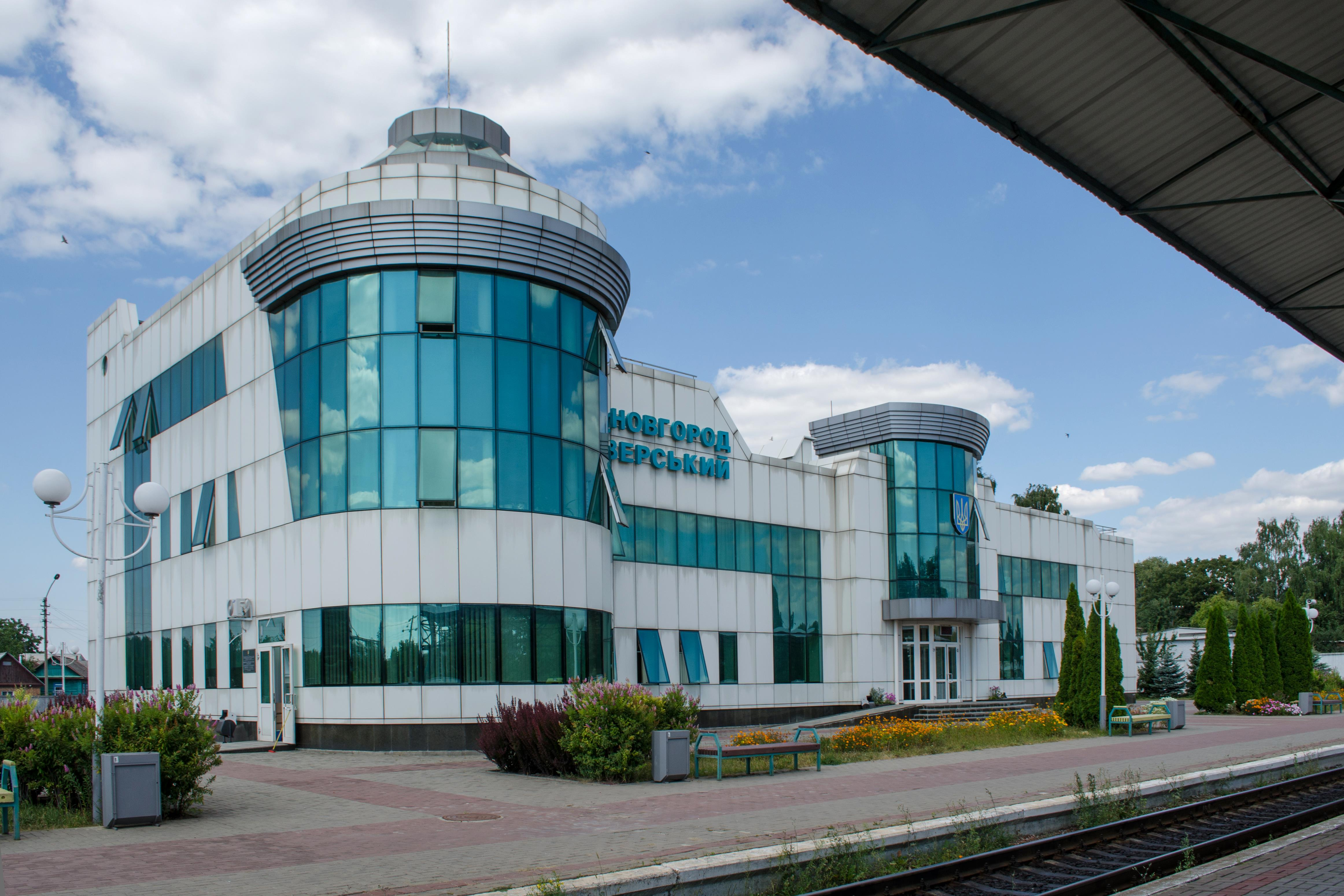
Залізничний вокзал
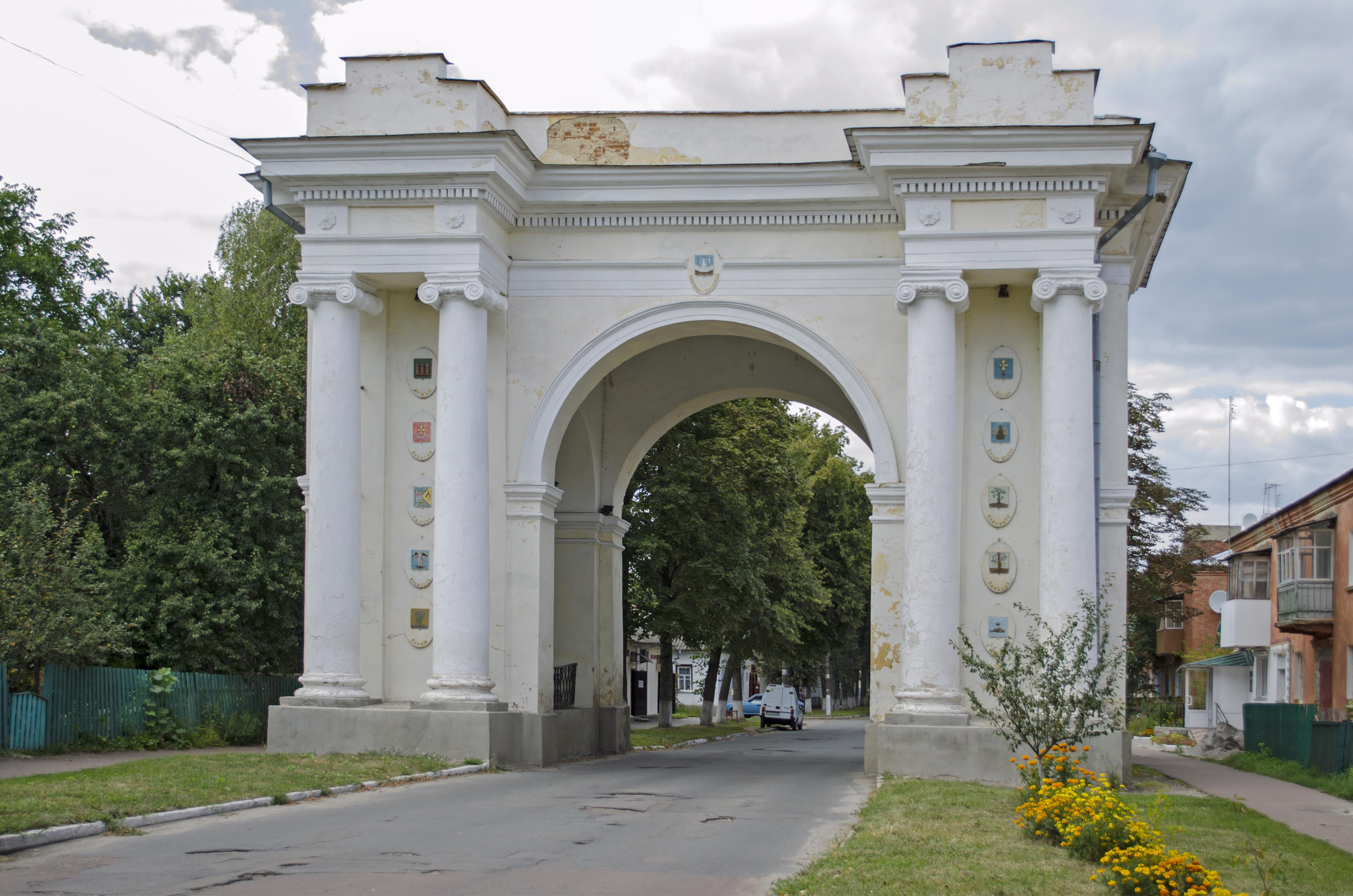
Тріумфальна брама
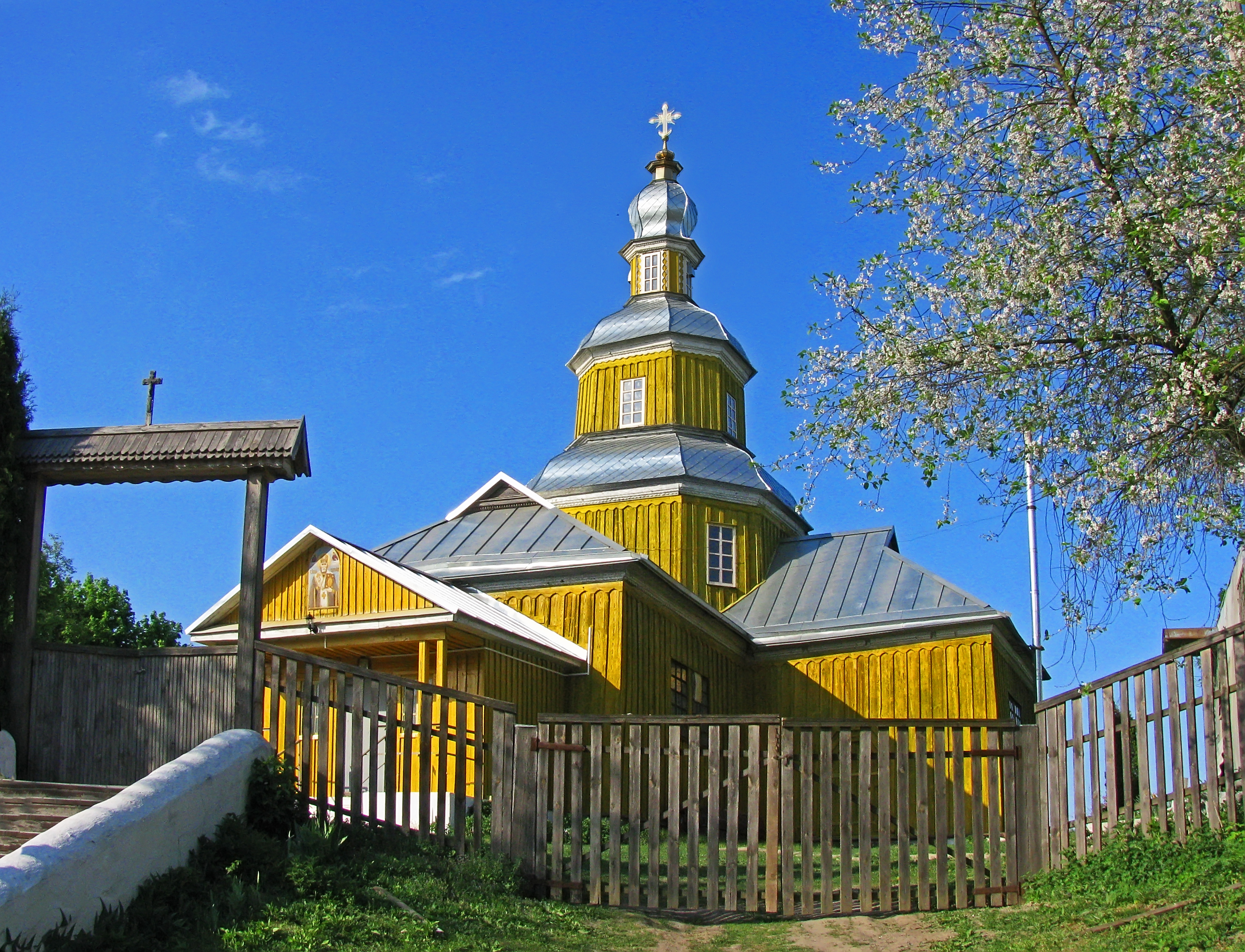
Церква Миколая Чудотворця
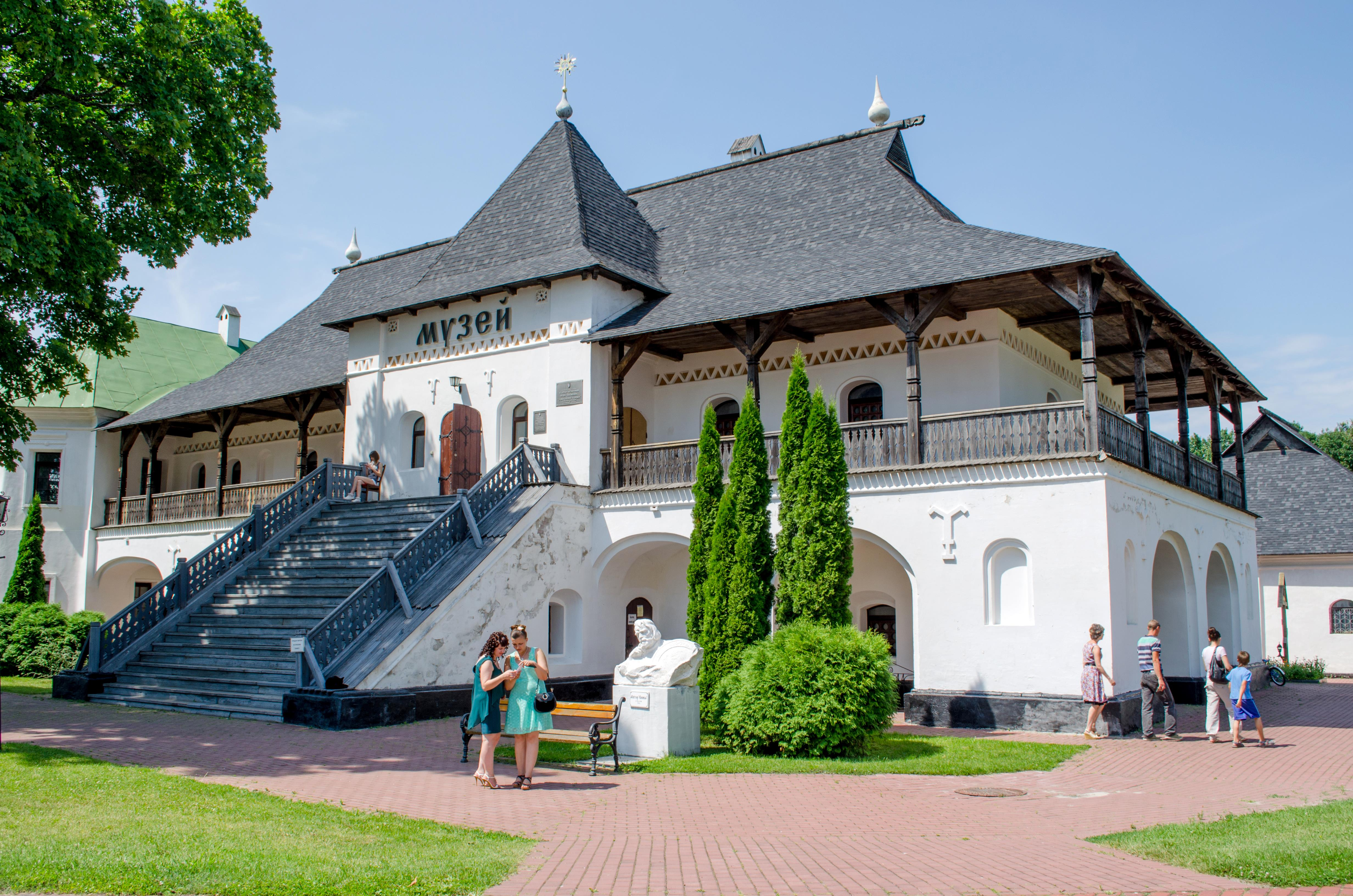
Музей у Спасо-Преображенському монастирі
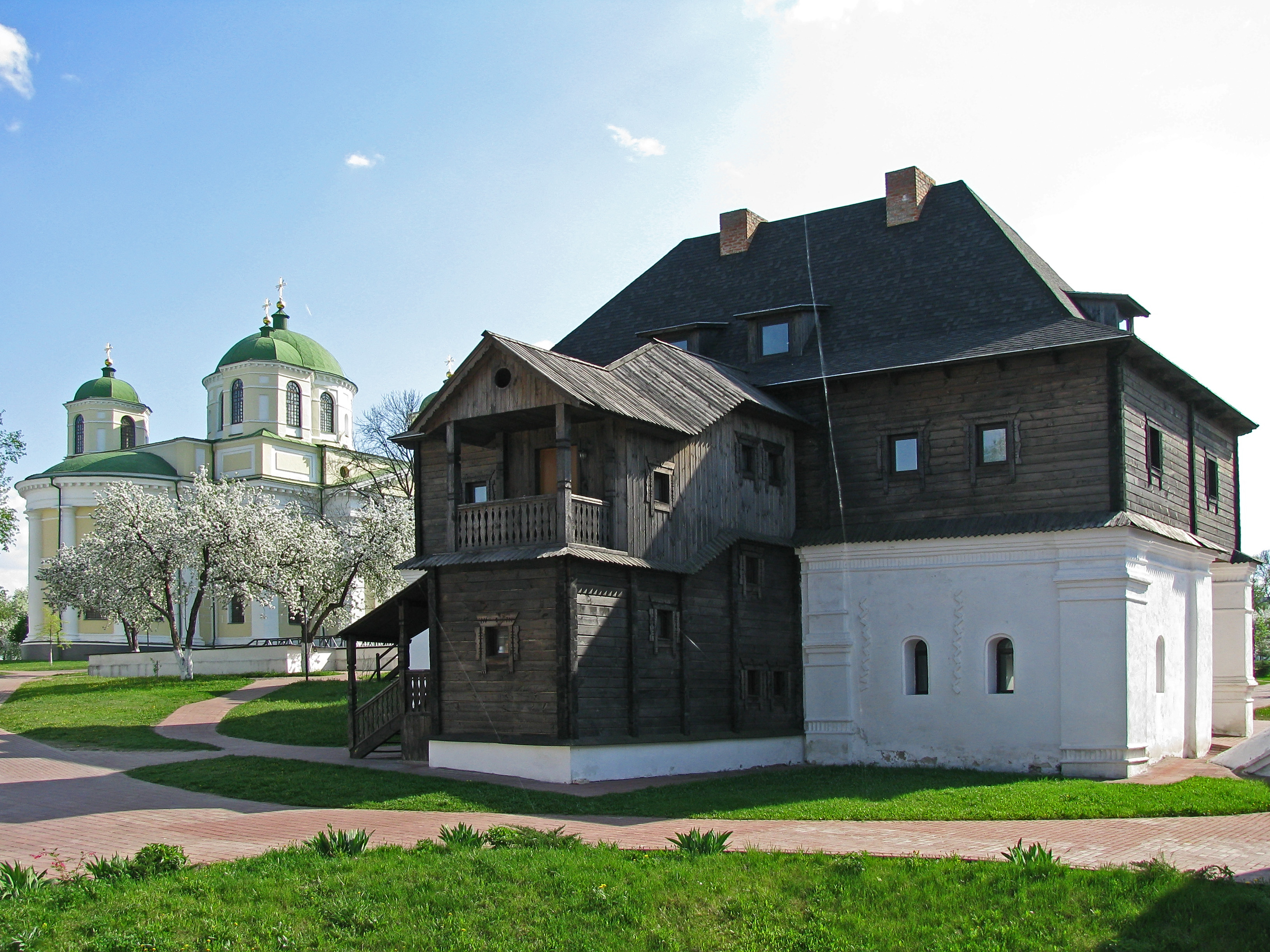
Спасо-Преображенський монастир
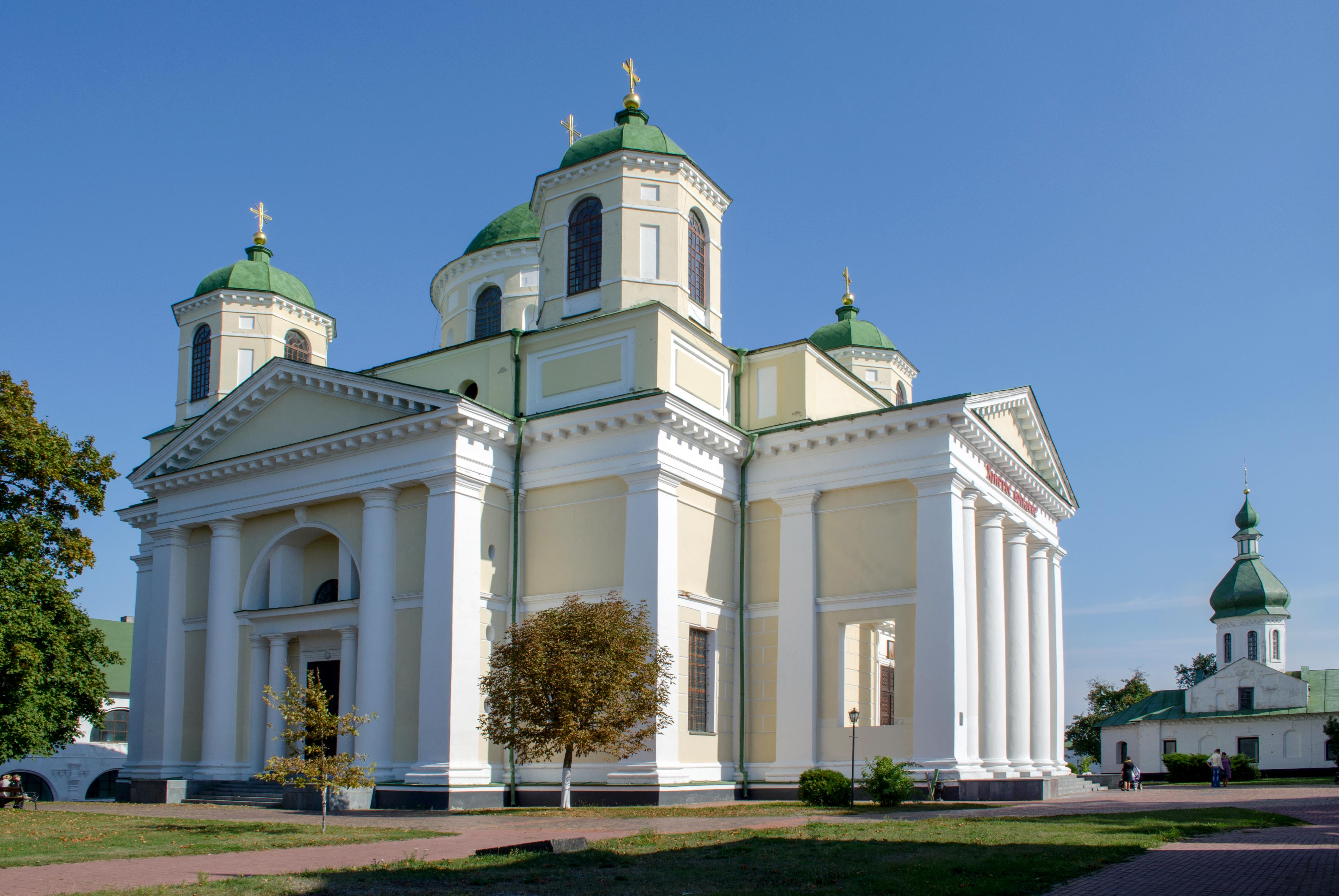
Спасо-Преображенський собор
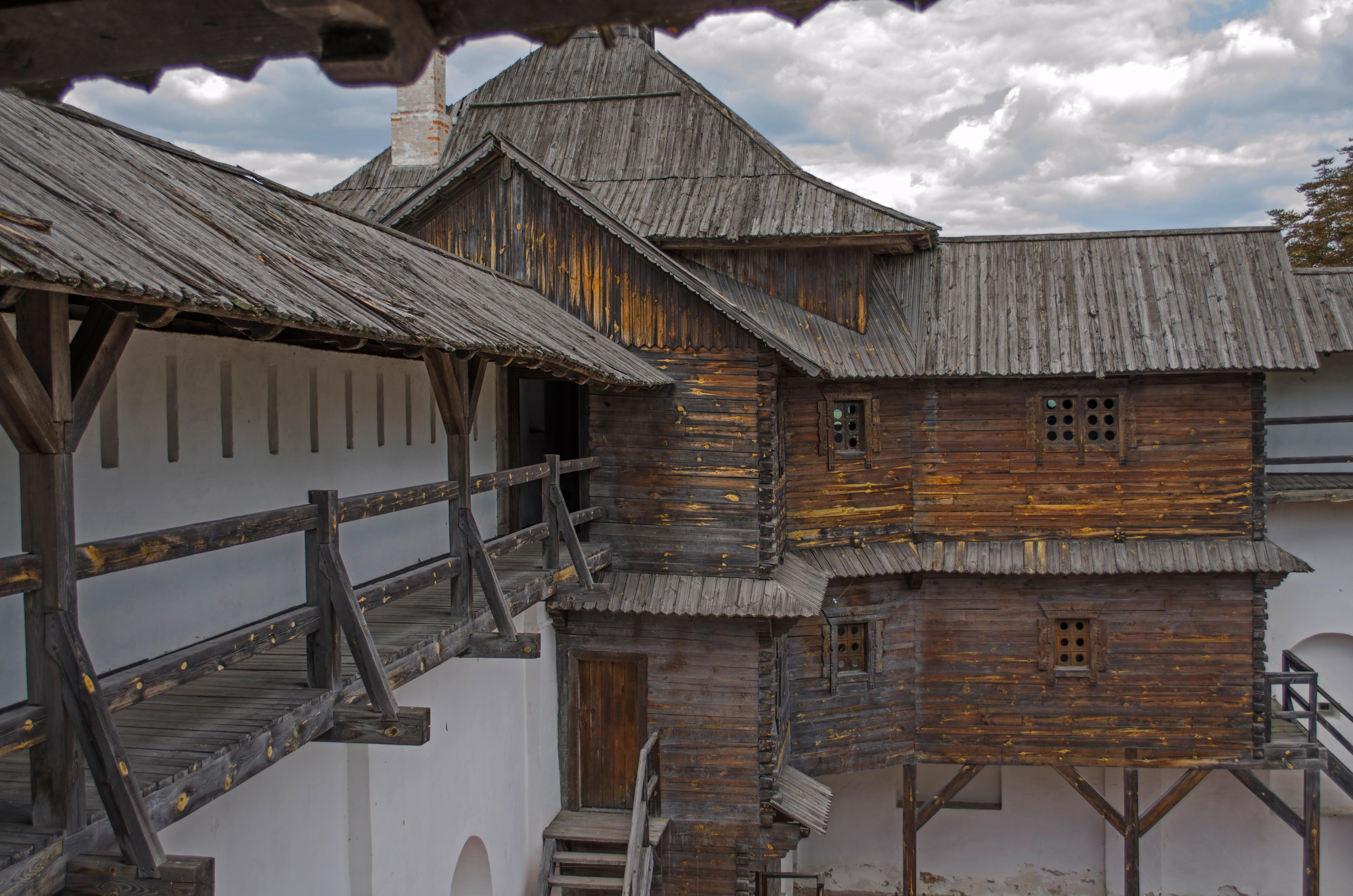
Спасо-Преображенський монастир
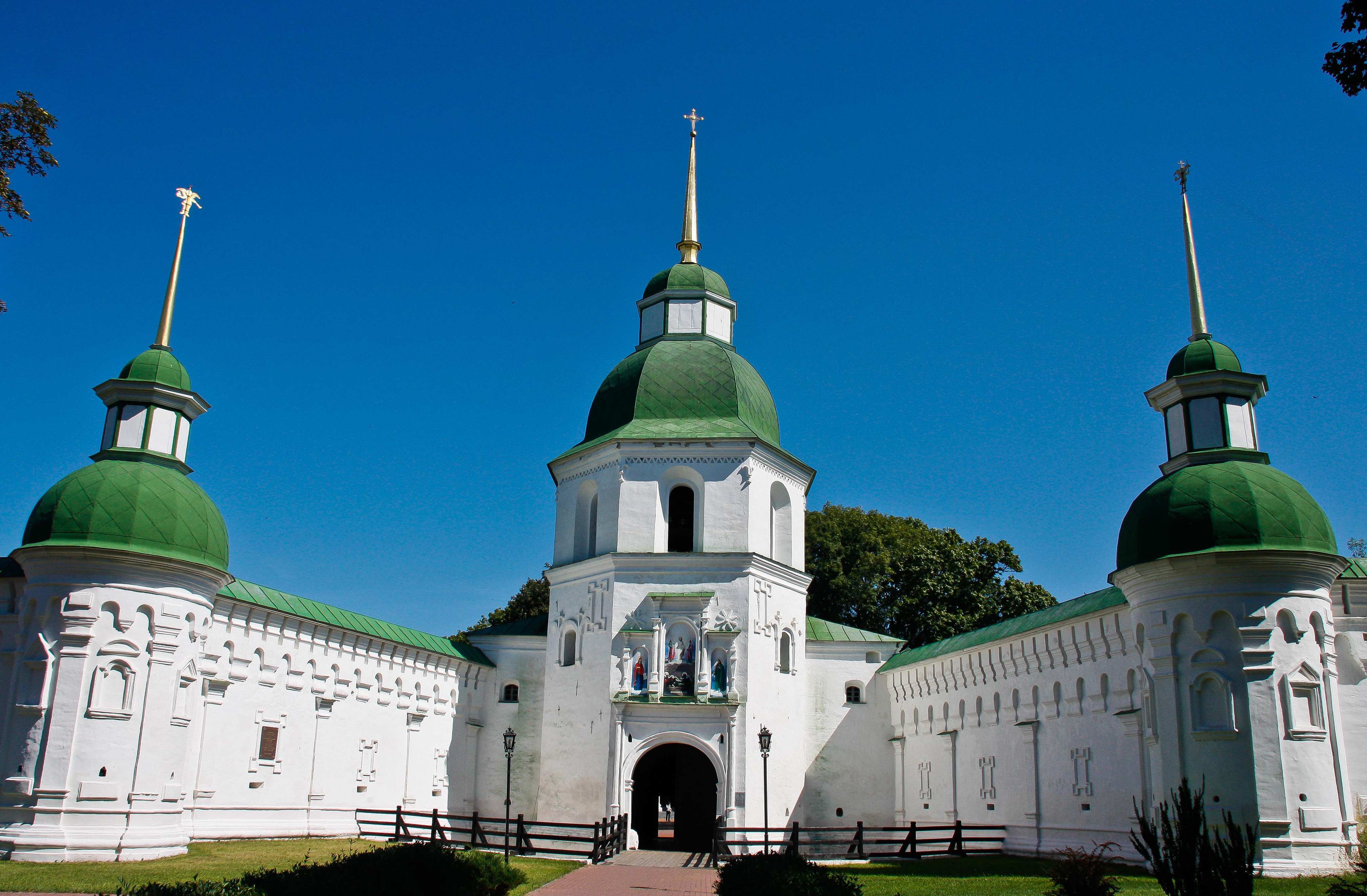
Спасо-Преображенський монастир
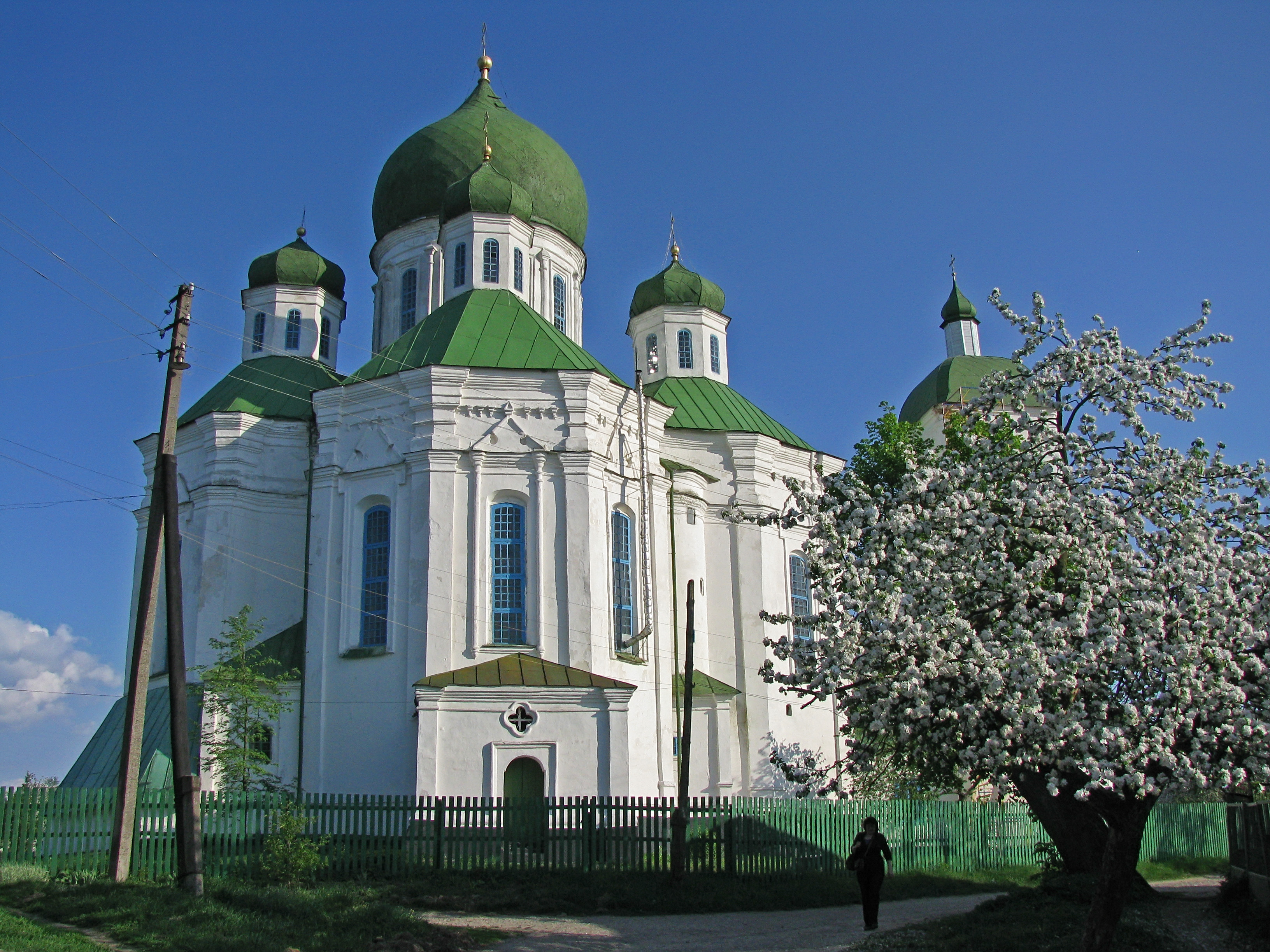
Успенський собор
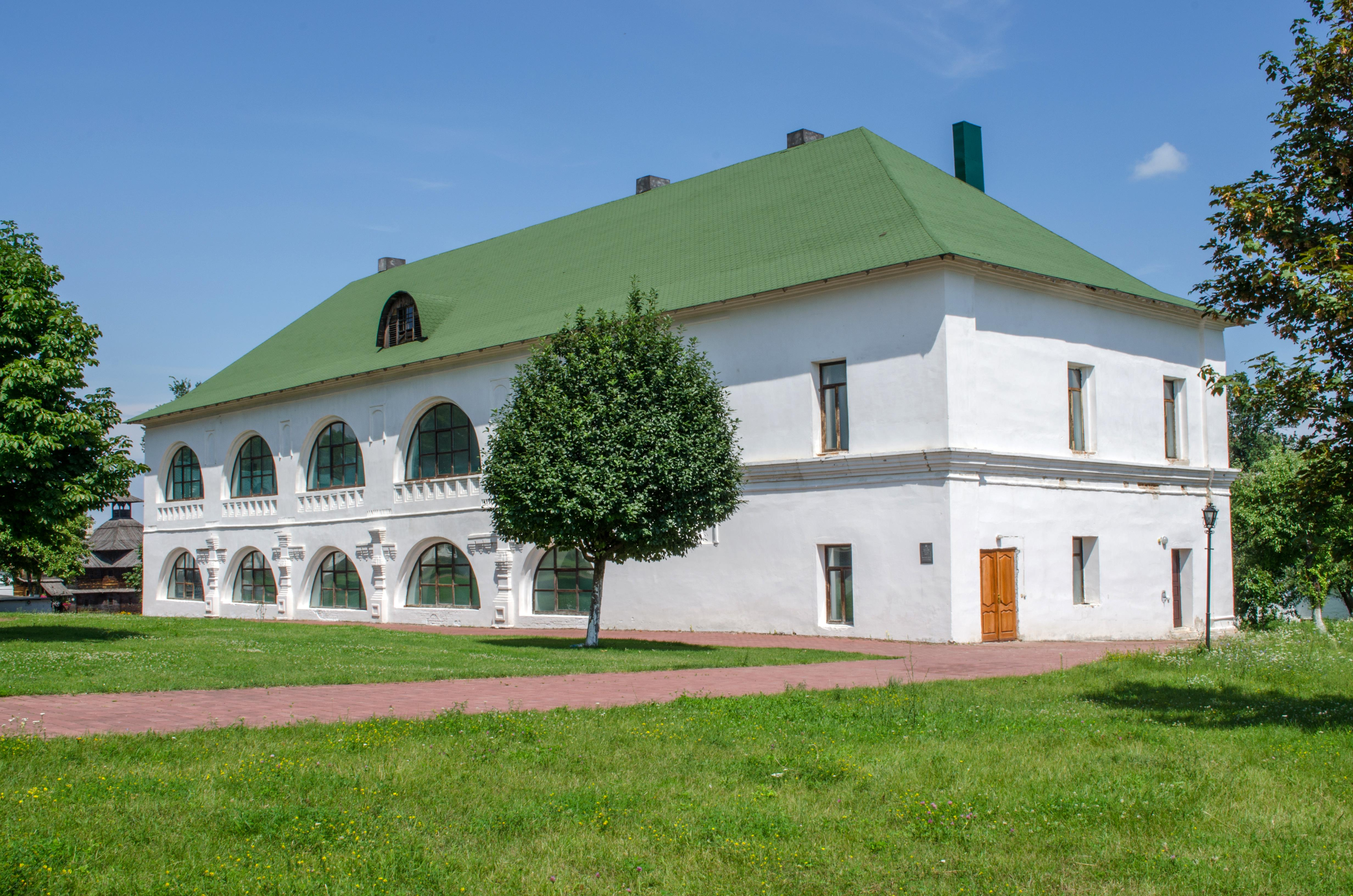
Колишній Будинок бурси
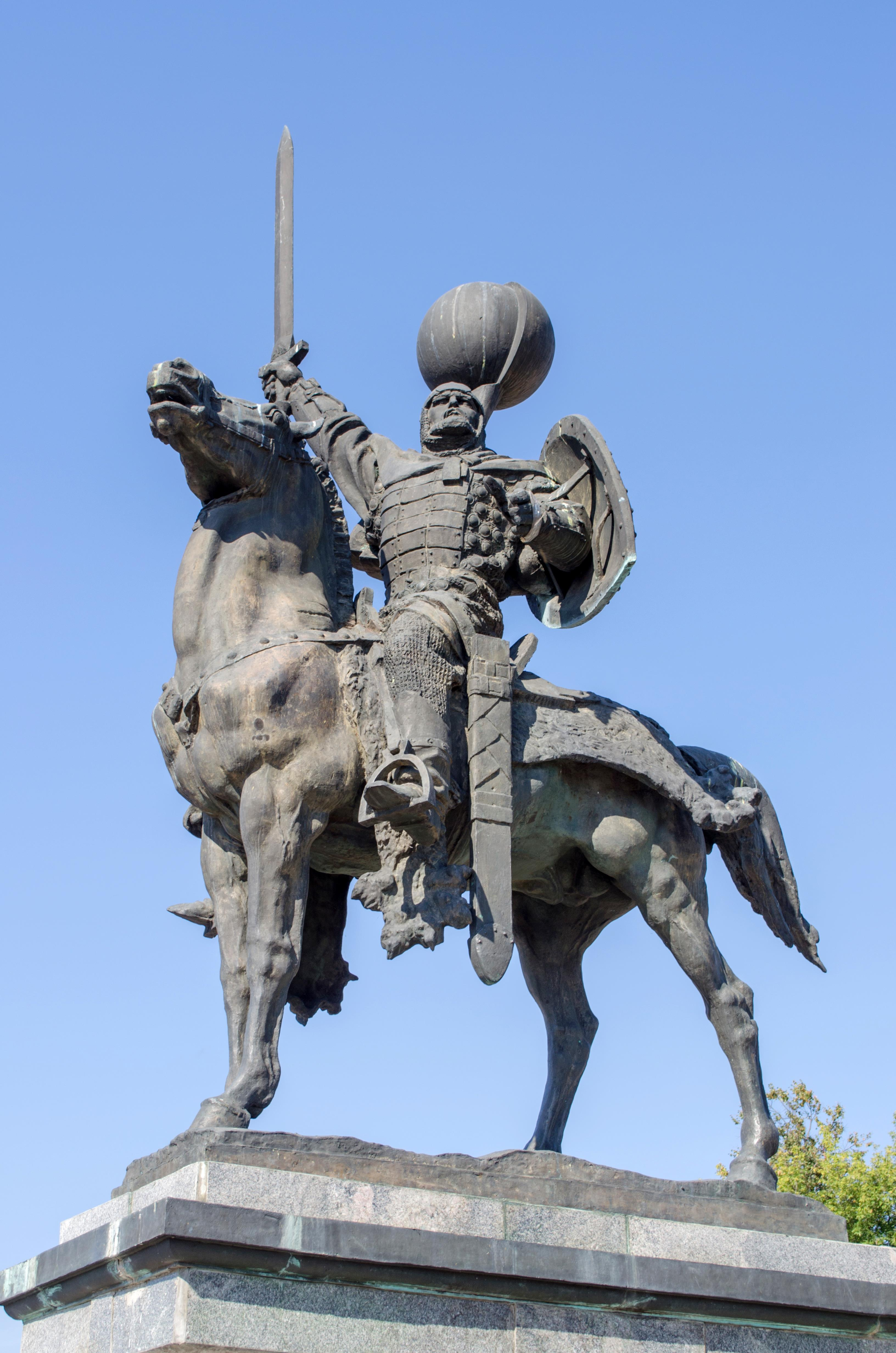
Пам'ятник князю Ігорю
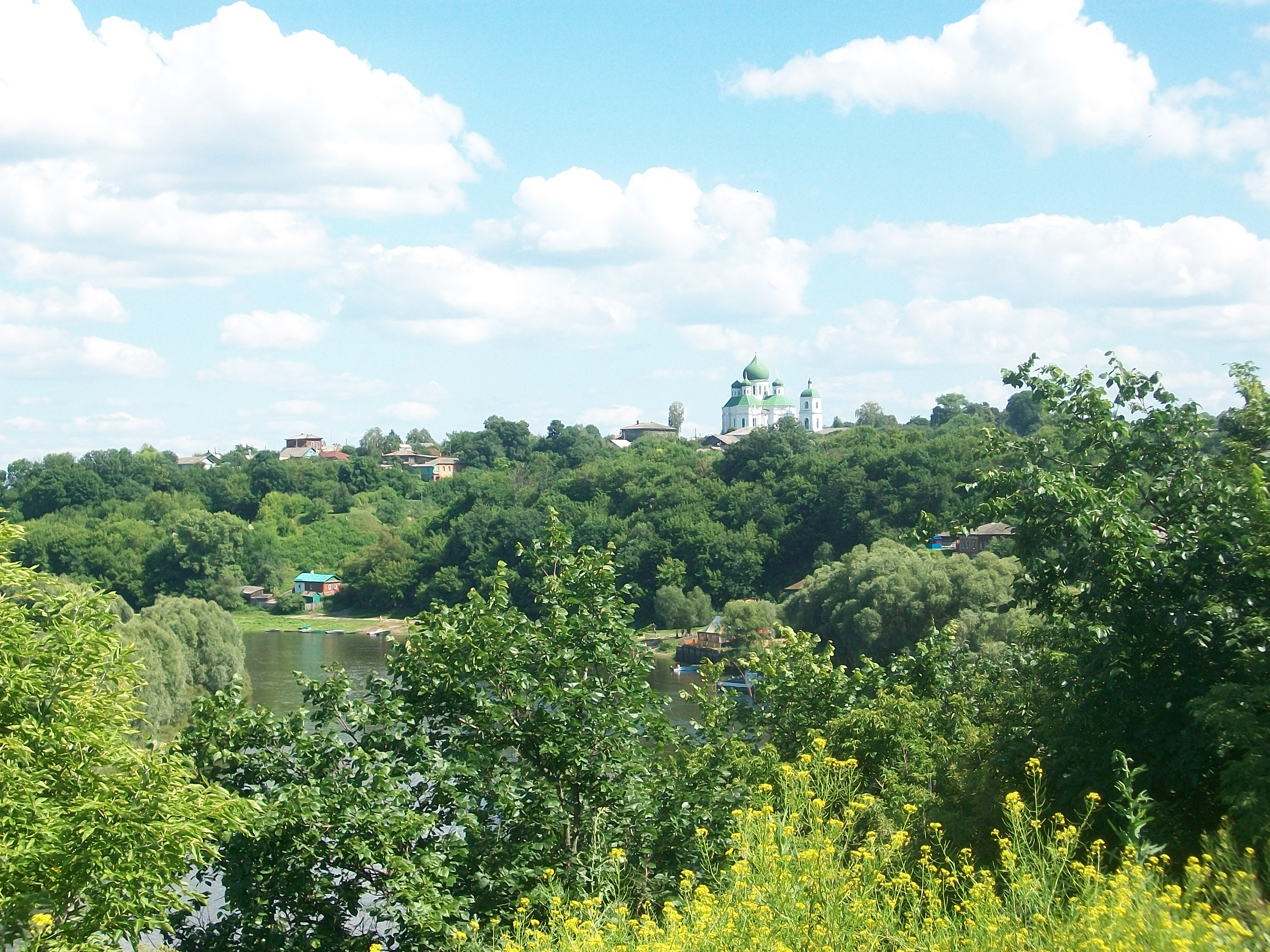
Вид на Новгород Сіверський з берегів Десни
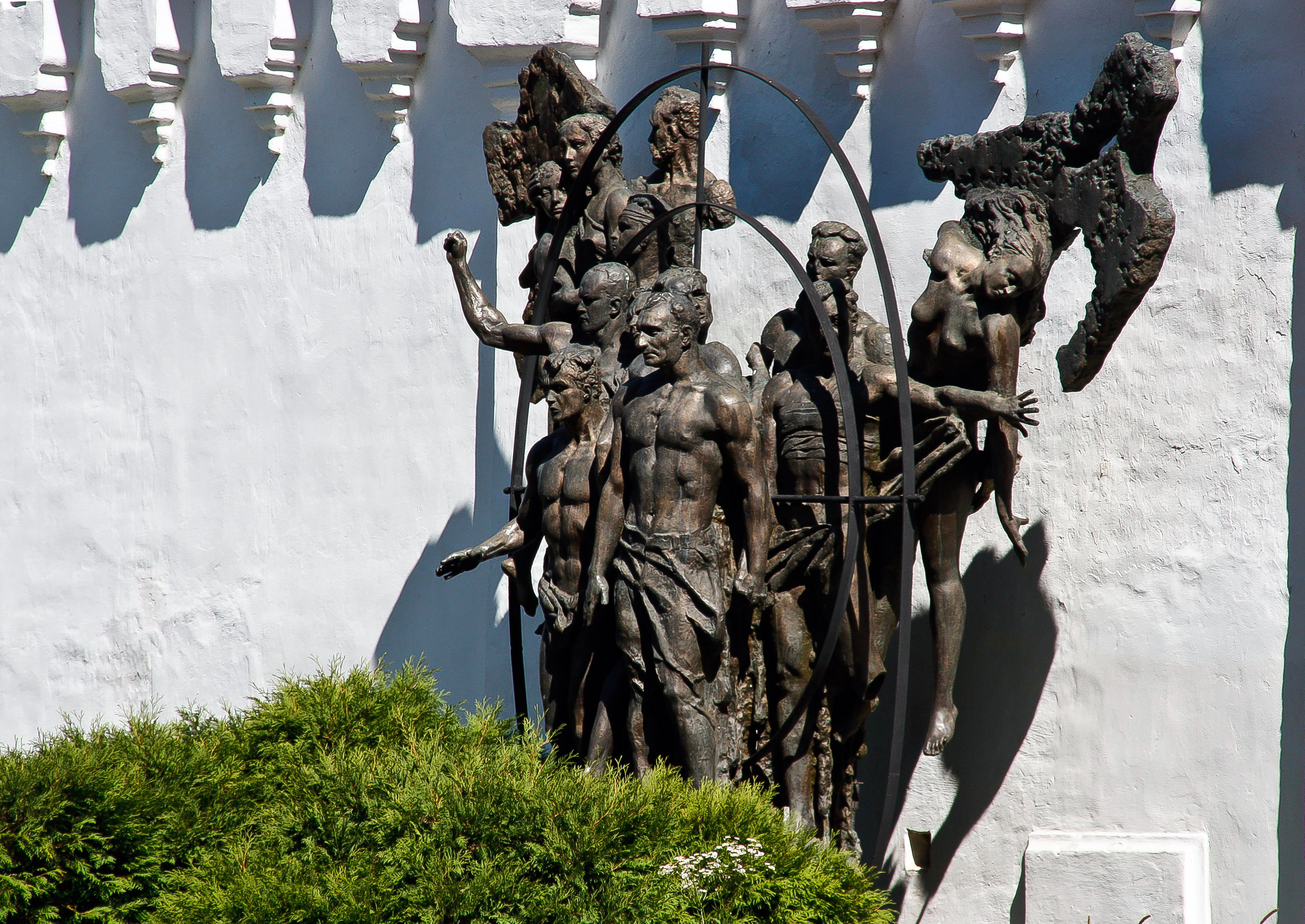
Пам’ятник жертвам фашизму
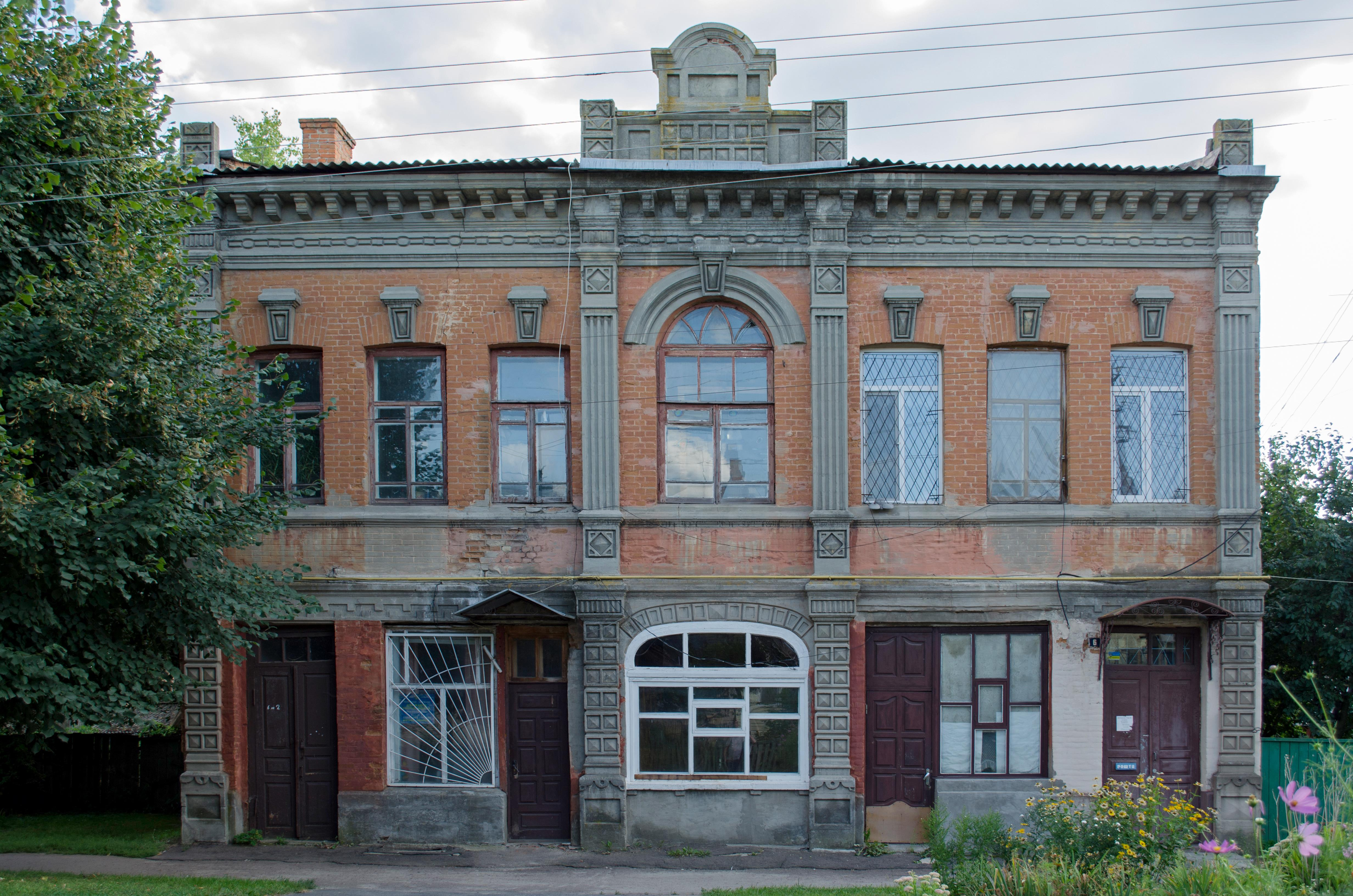
Будинок готелю Савой
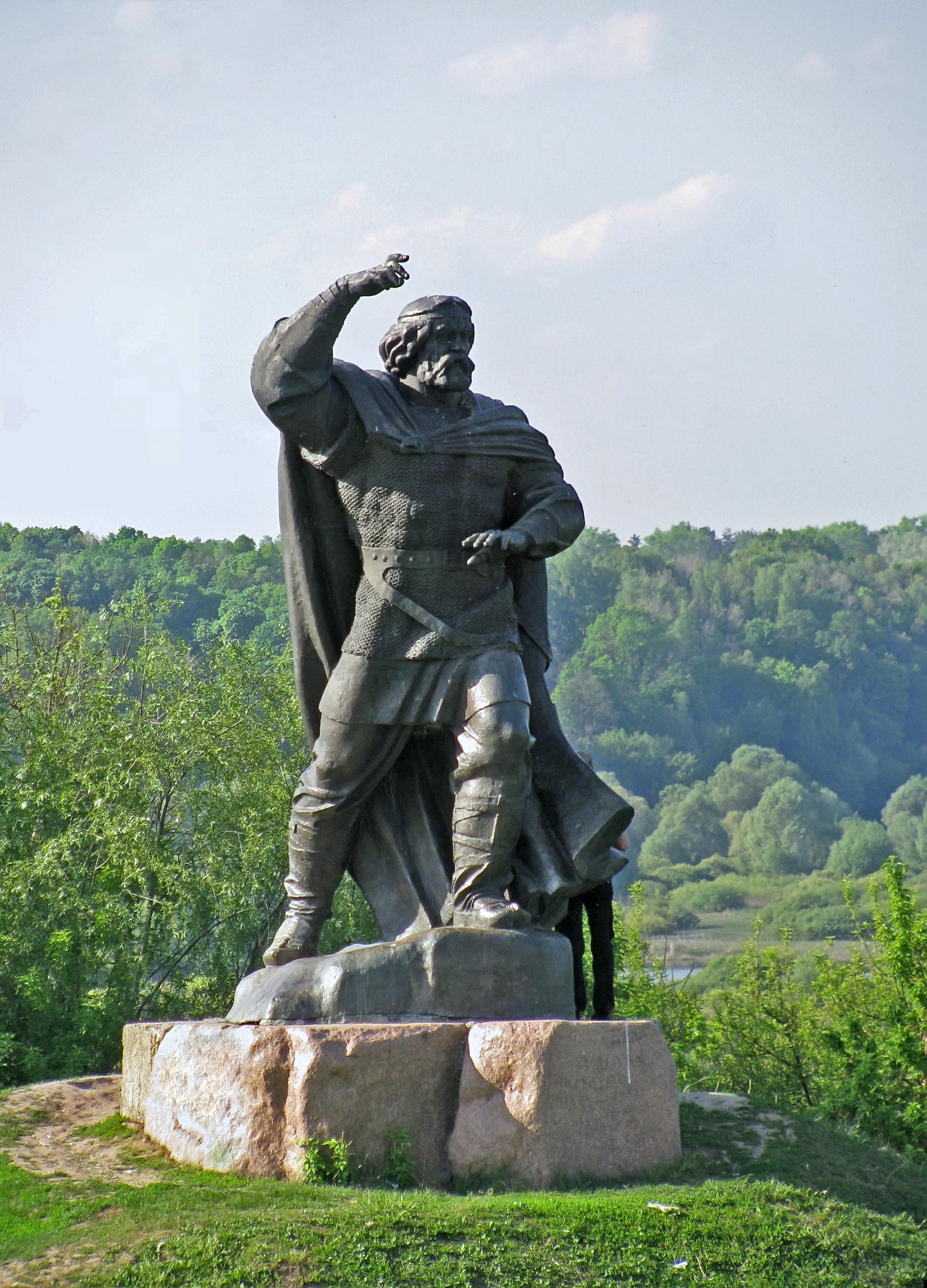
Пам'ятник Бояну
Пам'ятник Хмельницькому
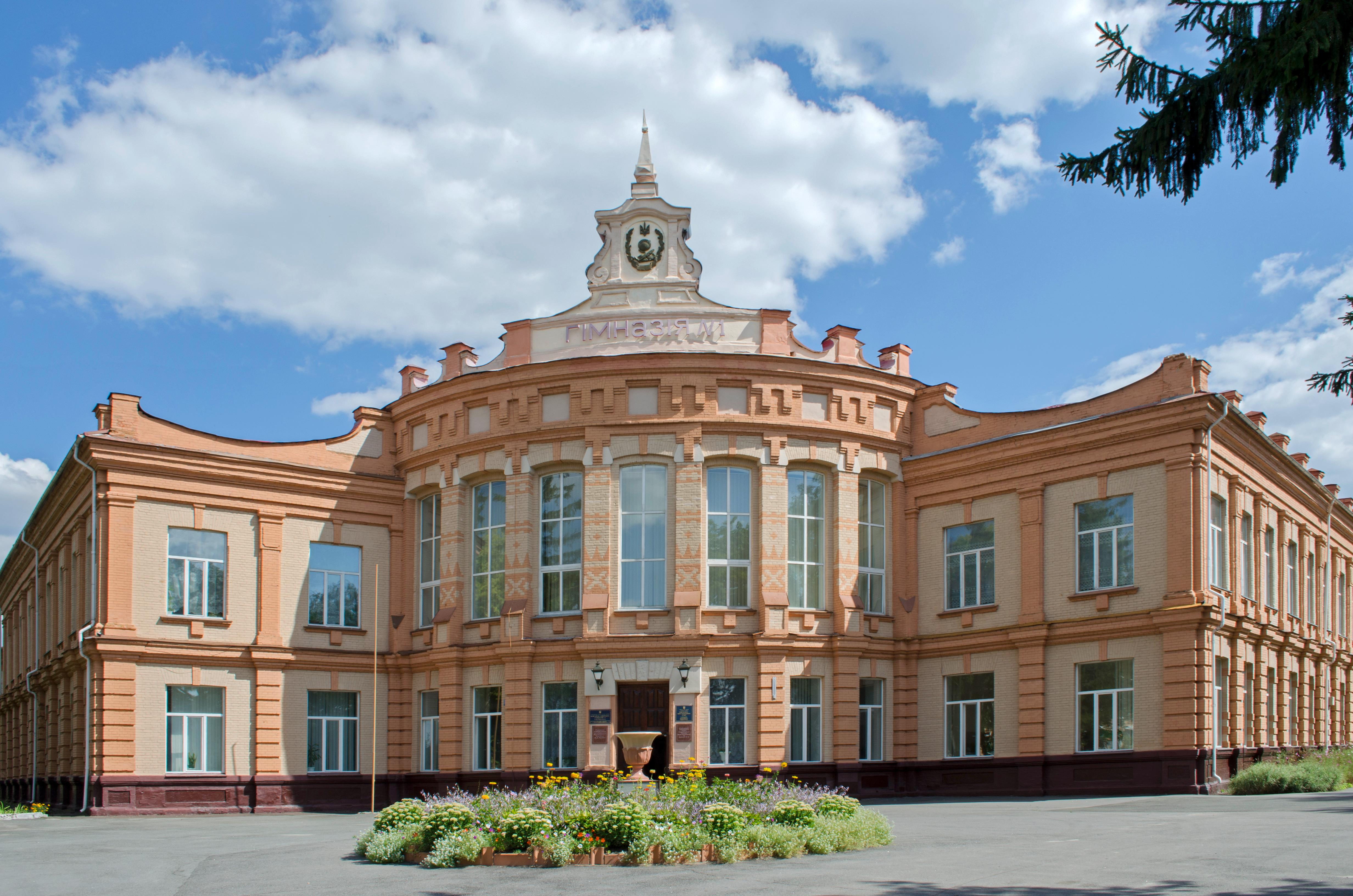
Будинок жіночої гімназії